# Modena Football Club 1924-1925
Questa voce raccoglie le informazioni riguardanti il Modena Football Club nelle competizioni ufficiali della stagione 1924-1925.

## Stagione
Nella stagione 1924-1925 il Modena disputa il girone A del campionato di Lega Nord di Prima Divisione, ha raccolto 29 punti, ad un solo punto dalla vetta, detenuta dal Genoa, con tanto rammarico per aver mancato per un soffio la partecipazione alle finali scudetto. Sulla panchina modenese il tecnico ungherese Laszlo Gonda, con la pattuglia di italiani rinforzata da una coppia di giocatori magiari in attacco, Robert Winkler che realizza 9 reti in campionato e Dezső Tichovszky che inizia altrettanto bene il campionato italiano, ma poco prima di Natale, dopo Modena-Brescia (2-0) manifesta sintomi di un forte malessere, con febbre alta, torna in Ungheria per farsi curare, ma morirà di tubercolosi nel gennaio 2026. Dopo la pausa invernale, con l'inizio del girone di ritorno sulla panchina modenese viene messa un commissione tecnica, formata Luigi Casini, Licurgo Ferrari e Fausto Parisi, vi restano per cinque partite, dall'8 marzo in poi tocca ad un altro tecnico magiaro Ferenc Konya, portare a termine il torneo. Il Modena continua, nonostante il via vai di tecnici, il suo super campionato, insidiando al Genoa il primato fino all'ultimo respiro, gli sarà fatale la sconfitta (4-1) patita a Brescia il 19 aprile 1925, nel penultimo atto del torneo. Nella finale di Lega Nord il Genoa ha perso contro il Bologna, vincitore del girone B, in cinque tiratissime gare la serie. Poi nelle finali nazionali il Bologna ha battuto l'Alma Roma in entrambe le gare della finale e vinto il suo primo scudetto tricolore.

## Divise
| Prima divisa |

## Rosa
| N. |                   | Ruolo | Calciatore          |
| -- | ----------------- | ----- | ------------------- |
|    | Italia (bandiera) | P     | Fausto Brancolini   |
|    | Italia (bandiera) | P     | Arturo Policaro     |
|    | Italia (bandiera) | D     | Fausto Boni         |
|    | Italia (bandiera) | D     | Ferdinando Contini  |
|    | Italia (bandiera) | D     | Vittorio Scacchetti |
|    | Italia (bandiera) | C     | Bruno Dugoni        |
|    | Italia (bandiera) | C     | Giuseppe Mazzoli    |
|    | Italia (bandiera) | C     | Aldo Pedrazzi       |
|    | Italia (bandiera) | C     | Bonifacio Scaltriti |

| N. |                     | Ruolo | Calciatore           |
| -- | ------------------- | ----- | -------------------- |
|    | Italia (bandiera)   | C     | Lorenzo Gallo        |
|    | Italia (bandiera)   | A     | Italo Breviglieri    |
|    | Italia (bandiera)   | A     | Giuseppe Forlivesi   |
|    | Italia (bandiera)   | A     | Luciano Manzotti (I) |
|    | Italia (bandiera)   | A     | Alfredo Mazzoni      |
|    | Italia (bandiera)   | A     | Giovanni Storchi     |
|    | Ungheria (bandiera) | A     | Dezső Tichovszky (*) |
|    | Italia (bandiera)   | A     | Luciano Vezzani      |
|    | Ungheria (bandiera) | A     | Róbert Winkler       |

- noto anche con il nome italianizzato di Tioschi.

## Risultati

### Prima Divisione

#### Girone A

##### Girone di andata
| Arbitro: | Trezzi (Milano) |

|  |           |                                 |
|  | Marcatori | 44’, 55’ Winkler 80’ Tichovszky |

| Arbitro: | Bistoletti (Milano) |

|                                               |           |  |
| Winkler 31’ Forlivesi 65’ It. Breviglieri 81’ | Marcatori |  |

| Arbitro: | Vagge (Genova) |

|                       |           |                           |
| Janni 29’ Amadesi 52’ | Marcatori | 13’ Scaltriti 54’ Winkler |

| Arbitro: | G. Crivelli (Milano) |

|                |           |  |
| Tichovszky 10’ | Marcatori |  |

| Arbitro: | Scamoni (Torino) |

|            |           |                                                                  |
| Romano 72’ | Marcatori | 40’ Ticovszky 46’ It. Breviglieri 50’ (aut.) Vannini 63’ Winkler |

| Arbitro: | Armano (Torino) |

|                                          |           |             |
| Tichovszky 54’ Winkler 56’ Forlivesi 74’ | Marcatori | 64’ Bottini |

| Arbitro: | Guiot (Milano) |

|                |           |  |
| Tichovszky 40’ | Marcatori |  |

| Arbitro: | Bellini (Padova) |

|                                                |           |                       |
| L. Cevenini 5’, 6’ L. Conti 10’ Tornabuoni 45’ | Marcatori | 72’ (rig.) Tichovszky |

| Arbitro: | Crivelli (Milano) |

|  |           |             |
|  | Marcatori | 25’ Vezzani |

| Arbitro: | Pirelli (Verona) |

|                                 |           |  |
| It. Breviglieri 31’ Mazzoni 45’ | Marcatori |  |

| Arbitro: | Minoli (Torino) |

|            |           |  |
| Bodini 24’ | Marcatori |  |

##### Girone di ritorno
| Arbitro: | Salvagno (Venezia) |

|                         |           |  |
| Winkler 44’, 62’ (rig.) | Marcatori |  |

| Arbitro: | Vagge (Genova) |

|                                       |           |  |
| Blando 1’ Gabba 59’, 75’ F. Lamon 85’ | Marcatori |  |

| Arbitro: | Bellini (Padova) |

|  |           |               |
|  | Marcatori | 15’ P. Martin |

| Arbitro: | Trezzi (Milano) |

|               |           |  |
| Catto 2’, 23’ | Marcatori |  |

| Arbitro: | Enrietti (Torino) |

|                        |           |                       |
| Winkler 5’ Vezzani 25’ | Marcatori | 68’ (aut.) Scacchetti |

| Legnano 8 marzo 1925 17ª giornata | Legnano             | 0 – 0 | Modena | Stadio Comunale\| Arbitro: \| Muttoni (Treviglio) \| |
| Arbitro:                          | Muttoni (Treviglio) |       |        |                                                      |

| Arbitro: | Barlassina (Novara) |

|                                       |           |                                           |
| Recchia 53’ E. Chiecchi 62’ Bosio 66’ | Marcatori | 27’ Dugoni 78’, 87’ (rig.) I. Breviglieri |

| Arbitro: | Bonello (Venezia) |

|                                                                      |           |  |
| Mazzoni 3’ Forlivesi 74’ Manzotti 77’ I. Breviglieri 82’ Vezzani 88’ | Marcatori |  |

| Arbitro: | Bellini (Padova) |

|                                           |           |  |
| Manzotti 24’, 30’ Vezzani 57’ Mazzoni 89’ | Marcatori |  |

| Arbitro: | Vagge (Genova) |

|                                                  |           |             |
| Gerardini 24’ B. Frisoni 26’ Bissolotti 28’, 35’ | Marcatori | 20’ Vezzani |

| Arbitro: | Sessa (Milano) |

|                       |           |  |
| Vezzani 29’, 56’, 58’ | Marcatori |  |

## Statistiche

### Statistiche di squadra
| Competizione               | Punti | In casa | In casa | In casa | In casa | In casa | In casa | In trasferta | In trasferta | In trasferta | In trasferta | In trasferta | In trasferta | Totale | Totale | Totale | Totale | Totale | Totale | DR  |
| Competizione               | Punti | G       | V       | N       | P       | Gf      | Gs      | G            | V            | N            | P            | Gf           | Gs           | G      | V      | N      | P      | Gf     | Gs     | DR  |
| -------------------------- | ----- | ------- | ------- | ------- | ------- | ------- | ------- | ------------ | ------------ | ------------ | ------------ | ------------ | ------------ | ------ | ------ | ------ | ------ | ------ | ------ | --- |
| Prima Divisione - Girone A | 29    | 11      | 10      | 0       | 1       | 26      | 3       | 11           | 3            | 3            | 5            | 15           | 21           | 22     | 13     | 3      | 6      | 41     | 24     | +17 |
| Totale                     | 29    | 11      | 10      | 0       | 1       | 26      | 3       | 11           | 3            | 3            | 5            | 15           | 21           | 22     | 13     | 3      | 6      | 41     | 24     | +17 |

### Statistiche dei giocatori
| Giocatore          | Prima Divisione | Prima Divisione |
| Giocatore          | Presenze        | Reti            |
| ------------------ | --------------- | --------------- |
| F. Boni            | 19              | 0               |
| F. Brancolini      | 18              | -13             |
| I. Breviglieri (I) | 20              | 6               |
| F. Contini         | 2               | 0               |
| B. Dugoni          | 22              | 1               |
| G. Forlivesi       | 18              | 3               |
| L. Gallo           | 10              | 0               |
| L. Manzotti (I)    | 10              | 3               |
| G. Mazzoli         | 11              | 0               |
| A. Mazzoni         | 14              | 4               |
| A. Pedrazzi        | 22              | 0               |
| A. Policaro        | 4               | -2              |
| V. Scacchetti      | 20              | 0               |
| B. Scaltriti       | 18              | 1               |
| D. Tichozsky       | 10              | 6               |
| L. Vezzani         | 17              | 7               |
| R. Winkler         | 16              | 9               |